# تومي جونز
تومي جونز (بالإنجليزية: Tommy Jones)‏ (23 مارس 1907 المملكة المتحدة - 24 يونيو 1980 المملكة المتحدة) هو لاعب كرة قدم بريطاني سابق كان يلعب كمهاجم.